# Svegliati Ned
Svegliati Ned (Waking Ned Devine) è un film del 1998 diretto da Kirk Jones.
Il film, con una spesa di 3 milioni di dollari, ne ha guadagnati 55 in tutto il mondo, di cui 25 milioni in Nordamerica.

## Trama
Quando Jackie O'Shea e Michael O'Sullivan, due anziani amici, vengono a sapere che qualcuno a Tulaigh Mhór (Tullymore), il loro minuscolo villaggio irlandese di 52 persone, ha vinto la lotteria nazionale, assieme alla moglie del primo, Annie, cercano di scoprire l'identità del vincitore per poterne beneficiare in parte. Ottengono un elenco di clienti della lotteria dalla signora Kennedy all'ufficio postale e invitano i potenziali vincitori a una cena dove tentano di convincere il vincitore a rivelarsi. Dopo che tutti se ne sono andati senza un nulla di fatto, Annie si rende conto che una persona non è venuta alla cena, ovvero il solitario pescatore Ned Patrick Devine. Jackie si reca a casa sua e lo trova davanti alla TV, con ancora in mano il biglietto vincente, sorridente ma morto per lo shock. Quella stessa notte, Jackie sogna che il defunto Ned vuole condividere la vincita con i suoi amici, poiché non ha una famiglia che possa richiedere il biglietto.
Nel villaggio, intanto, Maggie O'Toole continua a respingere gli interessi romantici della sua vecchia fiamma, "Pig" Finn, un allevatore di maiali locale. Finn è convinto di essere il padre di suo figlio Maurice ma lei non lo sopporta a causa della sua persistente puzza di suini. L'uomo ha un rivale in Pat Mulligan, che spera anche lui di sposare Maggie.
Jackie e Michael decidono di reclamare la vincita a nome di Ned, richiedendo l'invio di un ispettore della Lotteria da Dublino. L'ispettore, Jim Kelly, arriva in paese e trova Jackie sulla spiaggia chiedendogli indicazioni per raggiungere il cottage del vincitore. Questi fa ritardare Kelly accompagnandolo in un percorso tortuoso, mentre Michael corre al cottage su una motocicletta e si fa trovare in casa fingendo di essere Ned. Dopo aver scoperto che la vincita alla lotteria è molto maggiore di quanto si pensava (per un totale di quasi 7 milioni di sterline), Jackie e Michael decidono di coinvolgere l'intero villaggio per ingannare il signor Kelly e intascare la vincita da dividersi, dal momento che l'ispettore ha anticipato che tornerà per realizzare interviste e accertare l'identità del vincitore. Tutti gli abitanti del villaggio firmano un patto tranne l'antipatica Lizzie Quinn. Questa tra l'altro minaccia di denunciare la frode per ricevere una ricompensa del dieci percento e tenta di ricattare Jackie per 1 milione di sterline della vincita. Jackie prende tempo mentre gli abitanti del villaggio fanno di tutto per ingannare l'ispettore, fingendo persino che il funerale di Ned sia in realtà un servizio funebre per Michael quando l'ispettore entra in chiesa.
Kelly, che non sospetta minimamente come stiano veramente le cose, consegna l'assegno a Michael, dopodiché gli abitanti del villaggio festeggiano la loro vincita al pub locale: tutti tranne Lizzie, che si dirige verso una cabina telefonica fuori dal villaggio sull'orlo di una scogliera per chiamare l'ufficio della lotteria, intenzionata a denunciare la truffa. Ma l'ispettore provoca un incidente con la sua auto costringendo un furgone in arrivo (guidato dal prete del villaggio di Tullymore, di ritorno da un viaggio a Lourdes) a travolgere la cabina telefonica, la quale precipita dalla scogliera schiantandosi con Lizzie.
Frattanto al pub Maggie, decisa a sposare Finn ora che ha i soldi per abbandonare l'allevamento di maiali, confida a Jackie che Ned era il vero padre di Maurice, il che significa che il bambino ha tecnicamente diritto all'intera vincita. Jackie la esorta a reclamare quindi la fortuna per Maurice, ma lei rifiuta, determinata a mantenere il segreto in modo che Maurice abbia un padre e gli abitanti del villaggio abbiano tutti i loro soldi. Jackie, Michael e altri uomini del villaggio brindano a Ned su un promontorio.

## Produzione
Jones aveva originariamente sviluppato l'idea di Svegliati Ned come un cortometraggio di circa 10 minuti, ma in seguito ha ampliato il lavoro in una sceneggiatura completa.
Il film è stato girato sull'Isola di Man. Il villaggio di Cregneash rappresenta l'immaginario villaggio irlandese di Tulaigh Mhór.